# Frédéric Barth

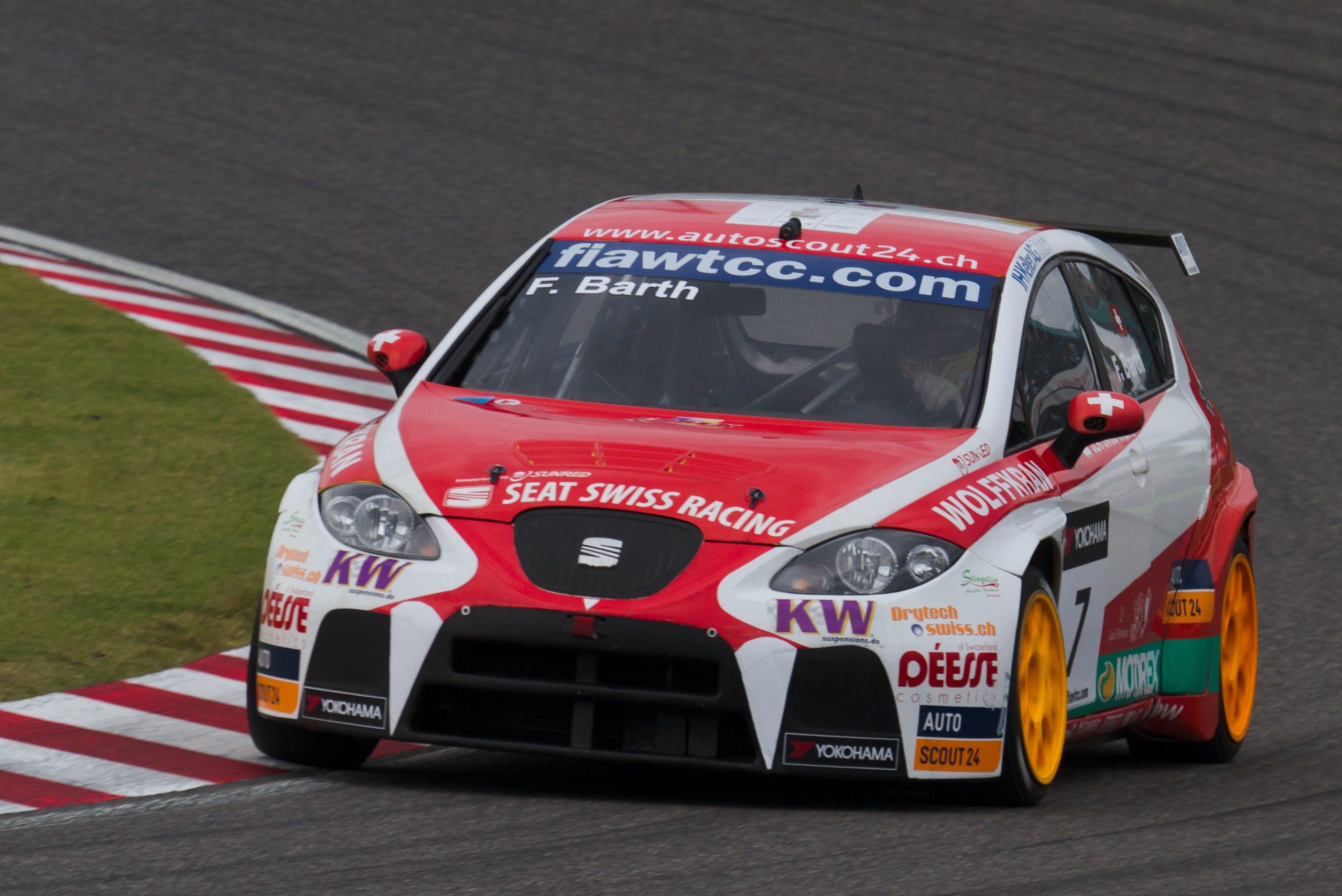
Frédéric Barth 2011 in der WTCC

Frédéric Nicolas „Fredy“ Barth (* 5. Dezember 1979 in Lausanne) ist ein Schweizer Rennfahrer und wohnt in Kindhausen.

## Der Rennfahrer

### Kartsport
Im Alter von 9 Jahren durfte Frédéric Barth an der Seite von Niki Lauda einige Runden auf einer Rennstrecke drehen, woraufhin er selbst Rennfahrer werden wollte. Erst im Alter von 16 Jahren stieg er in den Kartsport ein, erkrankte jedoch drei Jahre später an Lymphdrüsenkrebs. Nach erfolgreicher Genesung stieg er erneut in den Kartsport ein und besuchte im Jahr 2000 die WINFIELD-Rennfahrerschule. Im selben Jahr gewann er die zum letzten Mal ausgetragene WINFIELD World Challenge.

### Formel-Klassen
2001 nahm Barth an der Formule Renault Elf Campus teil und fuhr in Le Mans sowie zweimal in Magny-Cours auf das Podium. 2002 bestritt er die Formel Renault 2000 Europameisterschaft. Im Jahr 2003 fuhr Fredy im Rahmen der Beru Top 10 die Formel Volkswagen und fuhr am Nürburgring mit einem 2. Platz das beste Einzelresultat ein. In der Jahresendabrechnung belegte er Platz 10.

### Tourenwagen

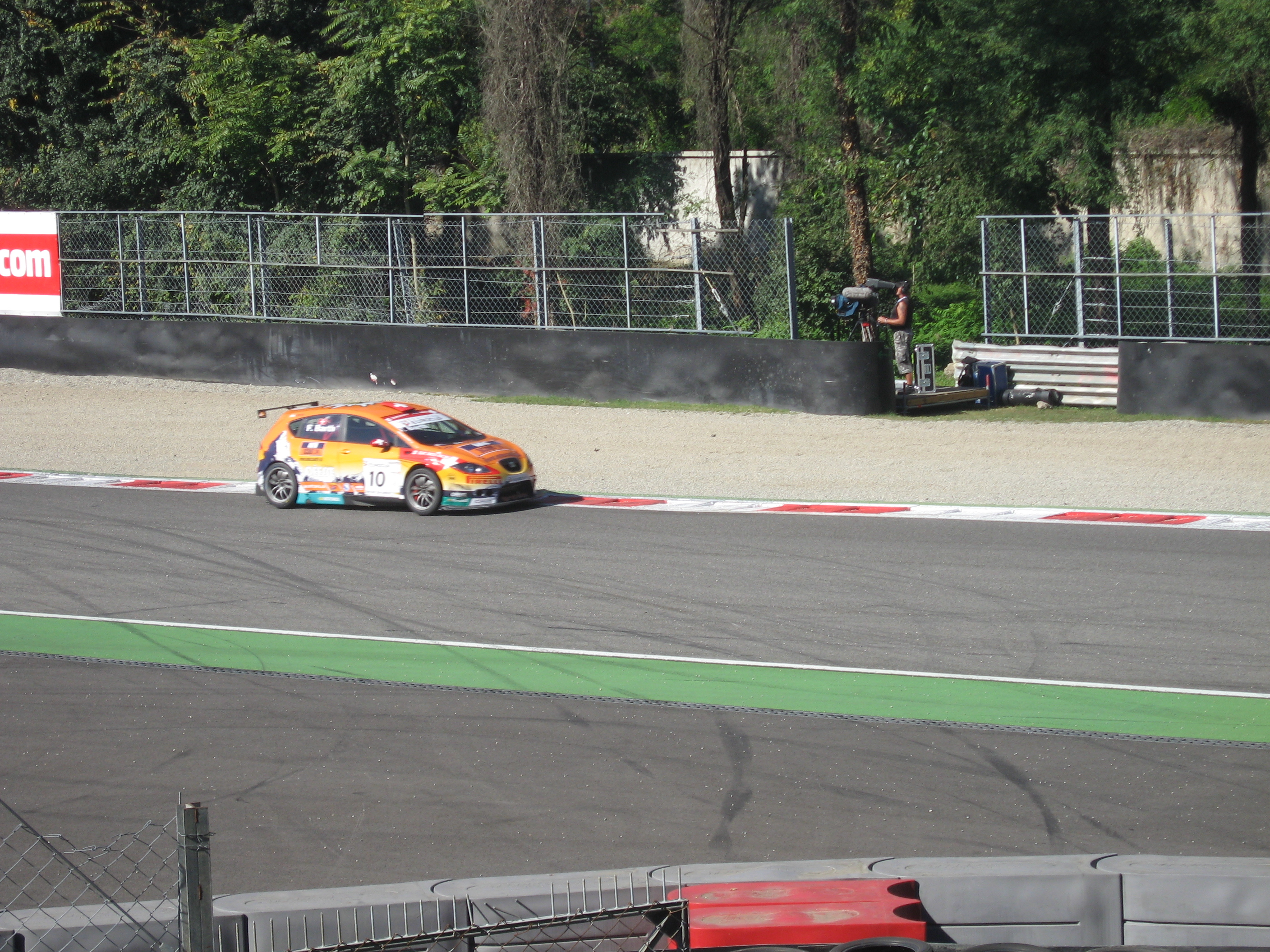
Frédéric Barth im Seat Leon Eurocup

Im Jahr 2004 stieg Frédéric Barth in den neu geschaffenen Seat Leon Supercopa ein und bestritt seine erste Saison im Tourenwagen. Neben einem Sieg kam er noch fünf weitere Male aufs Podium und wurde am Ende Fünfter der Meisterschaft. Für das Jahr 2005 wurde er in das renommierte Team ABT Sportsline berufen, fuhr aber mit Platz zwei in Hockenheim nur einmal aufs Podium. Im selben Jahr stieg er außerdem in den Ford Fiesta ST Cup ein.
Im Jahr 2006 kämpfte Barth nach zwei Siegen und fünf weiteren Top-3-Platzierungen bis zum letzten Rennen um den Meistertitel im deutschen SEAT Leon Supercopa. Nach einer Kollision beendete er die Meisterschaft auf dem 3. Platz. 2007 wechselte Barth in den spanischen SEAT Leon Supercopa und fuhr mit fünf Podiumsplätzen auf den 5. Rang der Gesamtwertung. Bei zwei Gaststarts im deutschen SEAT Leon Supercopa fuhr er jeweils einen 3. Platz ein, bekam aber wegen seines Gastfahrer-Status keine Punkte.
Der neu ins Leben gerufene SEAT Leon Eurocup im Rahmen der Tourenwagen-Weltmeisterschaft (WTCC) diente Frédéric Barth 2008 als Betätigungsfeld. Platz vier in Oschersleben war das Highlight einer glücklosen Saison. In der Gesamtwertung belegte er nach sechs Ausfällen in zwölf Rennen nur den 17. Platz. Beim Saisonfinale der DTM in Hockenheim fuhr Barth einen weiteren Gaststart im deutschen SEAT Leon Supercopa, bei dem er erneut einen 3. Platz erreichte.
Die 2009er Saison im SEAT Leon EuroCup beendete Frédéric Barth mit dem Team SEAT SWISS RACING by Sunred auf dem 3. Gesamtrang. Dabei holte er einen Sieg in Porto und stand bei den Veranstaltungen in Valencia, Brünn, Brands Hatch und Imola ebenfalls auf dem Podest. Außerdem erfolgten drei Einsätze im deutschen SEAT Leon Supercopa in Oschersleben, Dijon und am Hockenheimring, wobei Oschersleben mit den Plätzen drei und vier der erfolgreichste war.

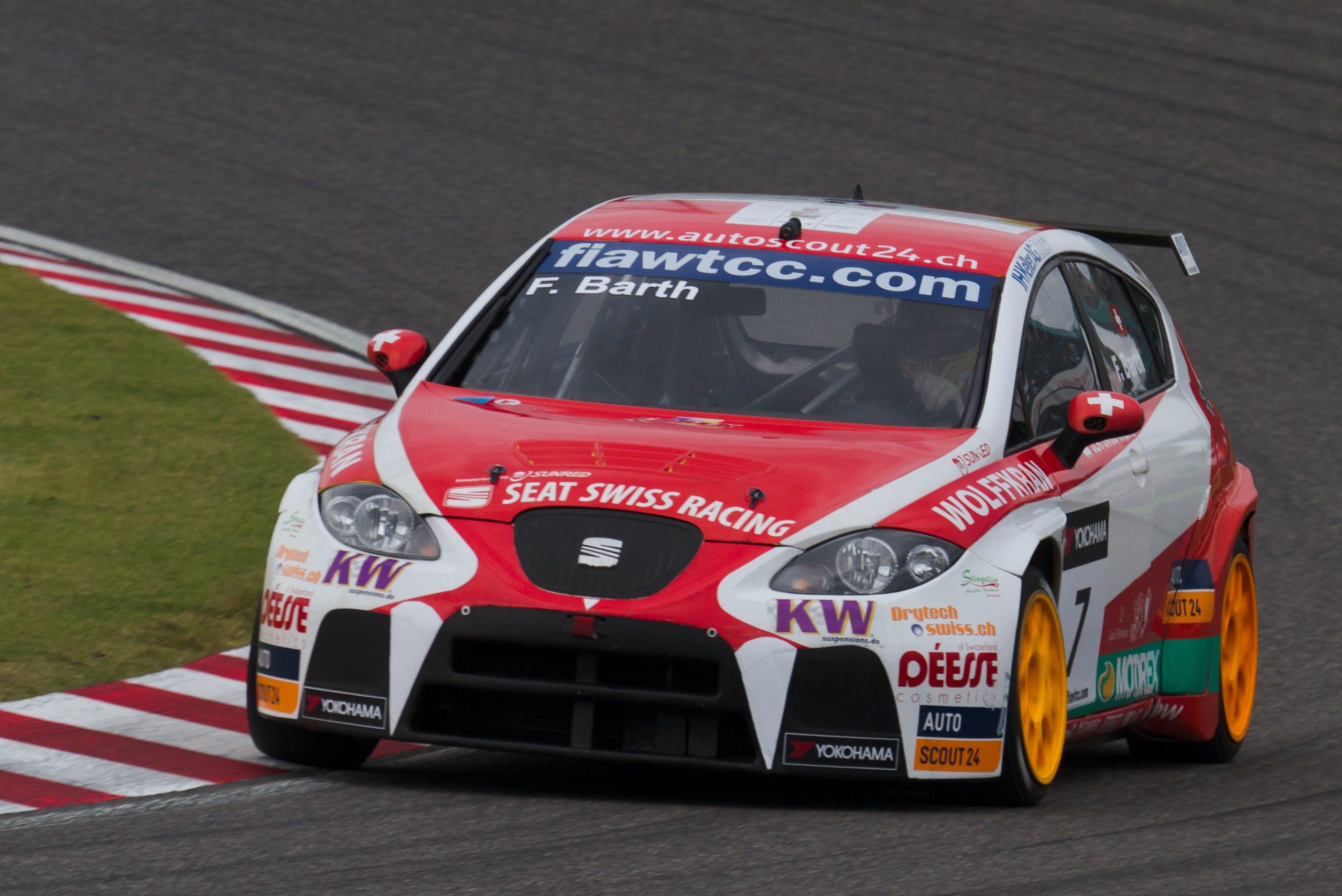
Fredy Barth 2011 in der WTCC in Japan

In der Saison 2010 absolviert Frédéric Barth sein erstes Jahr in der WTCC. Er pilotiert einen SEAT Leon TDI des Teams SEAT SWISS RACING by Sunred.

### Langstrecke und GT
Neben den klassischen Tourenwagenrennen bestritt Frédéric Barth im Jahr 2008 auch seine ersten GT-Rennen auf einem Porsche 997 GT3 RSR. Bei vier Starts im Rahmen des Porsche SportsCup und den AvD 100 Meilen am Hockenheimring, EuroSpeedway Lausitz und in Dijon und Spa-Francorchamps konnte Barth drei Pole Positions und einen zweiten Startplatz erfahren und in den Rennen viele Führungskilometer sammeln.
Im Jahr 2007 und 2008 nahm der Schweizer außerdem an den 24h von Dubai teil und kam 2008 mit einem Ford Fiesta ST auf den 2. Platz der Klasse A1. Im selben Auto gelang ihm zusammen mit Christian Kosbu der Klassensieg in der Klasse SP2 beim 6-Stunden-Rennen am Nürburgring (VLN) 2007.
2009 trat Frédéric Barth in der GT4-Klasse (SP10) der VLN Langstreckenmeisterschaft und des 24-Stunden-Rennens am Nürburgring für das Team Gentle Swiss Racing an und konnte dabei zwei Klassensiege einfahren. Für das Team rhino’s Leipert Motorsport fuhr Frédéric Barth im Rahmen des 1000-km-Rennens am Nürburgring außerdem einen Einsatz im ADAC GT Masters auf einem Ascari GT3 Rennwagen.

### Tuner-GP Hockenheimring
Frédéric Barth nimmt für die Tuner Carpi Tuning, speedART und DIGIT POWER seit dem Jahr 2006 am Tuner-GP am Hockenheimring teil. Bei der ersten Teilnahme in einem VW Golf GTI konnte er im Jahr 2006 die Kompaktwagen-Klasse gewinnen. Im Jahr 2007 gewann er sowohl die Klasse SUV (Porsche Cayenne) als auch die Klasse Limousinen (Mitsubishi Lancer Evolution IX). In der offenen Klasse kam er auf einem Porsche 997 Turbo auf den 4. Platz. 2008 belegte er mit einem Porsche 997 Turbo Cabrio den 2. Platz in der Klasse Coupé/Cabrio.

### Instruktorentätigkeit und weitere Engagements
Neben den Rennen und seinen Auftritten beim Tuner-GP ist Frédéric Barth außerdem als Fahrinstruktor bei Renn- und Sportfahrerlehrgängen hoch geschätzt. Seine Verbundenheit zu Rennfahrzeugen zeigt sich darüber hinaus auch in repräsentativer Art, beispielsweise als Pilot von Renntaxis anlässlich des internationalen Bergrennens Arosa ClassicCar.

### Werdegang/Erfolge
- 1996–1999: 3 × Gesamtsieger des Kia Cups
- 2000: Gesamtsieger WINFIELD World Challenge
- 2001: 5. Gesamtrang Formule Renault Elf Campus (1 × 2. Platz, 2 × 3. Platz)
- 2002: Formel Renault 2000 EM
- 2003: 10. Gesamtrang Formel Volkswagen (1 × 2. Platz)
- 2004: 5. Gesamtrang Seat Leon Supercopa Deutschland (1 × 1. Platz, 1 × 2. Platz, 2 × 3. Platz)
- 2005: Seat Leon Supercopa Deutschland und Ford Fiesta ST Cup
- 2006: 3. Gesamtrang Seat Leon Supercopa Deutschland (2 × 1. Platz, 4 × 2. Platz, 1 × 3. Platz)
- 2007: 5. Gesamtrang Seat Leon Supercopa Spanien (3 × 2. Platz, 2 × 3. Platz)
- 2008: Seat Leon Eurocup, Gaststarts AvD 100 Meilen und Porsche Sportscup, 2. Platz 24h von Dubai (Klasse A1)
- 2009: 3. Gesamtrang SEAT Leon EuroCup, VLN, Gaststarts SEAT Leon Supercopa Deutschland und ADAC GT Masters

## Engagement für krebskranke Kinder und Jugendliche

### Schweizer Forschungsstiftung Kind und Krebs
Aufgrund seiner eigenen Krebskrankheit engagiert sich Frédéric Barth für die «Schweizer Forschungsstiftung Kind und Krebs». Da sich Krebs bei Kindern fast immer vom Krebs eines Erwachsenen unterscheidet, unterstützt diese Organisation systematisch die Kinderkrebsforschung, um Heilungschancen zu erhöhen und Behandlungsmethoden zu verbessern. Dazu gehört neben der Sensibilisierung der Öffentlichkeit auch die Akquirierung von Spendengeldern, um die Forschung voranzutreiben. Barth ist als Botschafter dieser Forschungsstiftung seit Jahren engagiert und versucht (z. B. durch die Versteigerung hochwertiger Renn-Accessoires) finanzielle Mittel für die Kinderkrebsforschung zu organisieren.

### Events
Neben der Unterstützung für die Kinderkrebsforschung engagiert sich Barth außerdem dafür, den betroffenen Kindern und Jugendlichen die Zeit der Krankheit und den Weg zur Genesung zu erleichtern. Deshalb organisiert er regelmäßig Events, um die Betroffenen von ihrer Krankheit abzulenken und gleichzeitig zu einem gestärkten Willen und mehr Motivation im Kampf gegen den Krebs zu sorgen. Frédéric Barth selbst haben die positiven Emotionen, die die Faszination am Motorsport mit sich bringt, während seines Kampfes gegen den Krebs und die Nebenwirkungen der Chemo-Therapie sehr geholfen. Aus eigener Erfahrung heraus versucht er die Kinder und Jugendlichen ebenfalls mit dieser Faszination von ihren Sorgen abzulenken.